# Andreas Thom
Pour les articles homonymes, voir Thom.
Andreas Thom est un footballeur allemand né le 7 septembre 1965 à Rüdersdorf bei Berlin.

## Carrière
- 1974-1989 : Dynamo Berlin  Allemagne de l'Est
- 1989-1995 : Bayer Leverkusen  Allemagne
- 1995-1997 : Celtic Glasgow  Écosse
- 1997-2001 : Hertha BSC Berlin  Allemagne